# Tawas City
Tawas City település az Amerikai Egyesült Államok Michigan államában, Iosco megyében, melynek megyeszékhelye is. Lakosainak száma 1834 fő (2020. április 1.).

## Népesség
A település népességének változása:

| 2010 | 1 827 |
| 2020 | 1 834 |